# Olimpiada Geograficzna
Olimpiada Geograficzna – przedmiotowa olimpiada szkolna z zakresu geografii, organizowana od 1974 przy poparciu Polskiego Towarzystwa Geograficznego (zob. IV Olimpiada Geograficzna, VII Olimpiada Geograficzna). W latach 1991–2010 funkcjonowała jako Olimpiada Geograficzna i Nautologiczna (czyli olimpiada obejmująca również wiedzę o morzu).

## O Olimpiadzie
Z inicjatywą jej założenia wystąpiła prof. Anna Dylikowa, która aż do swojej tragicznej śmierci w 2000 pozostawała przewodniczącą Komitetu Głównego Olimpiady. W latach 2001–2005 pracom Komitetu przewodniczył prof. Wojciech Stankowski, następne w latach 2006–2015 prof. Teresa Madeyska, a od 2015 funkcję tę pełni dr hab. Zbigniew Podgórski, prof. UKW.

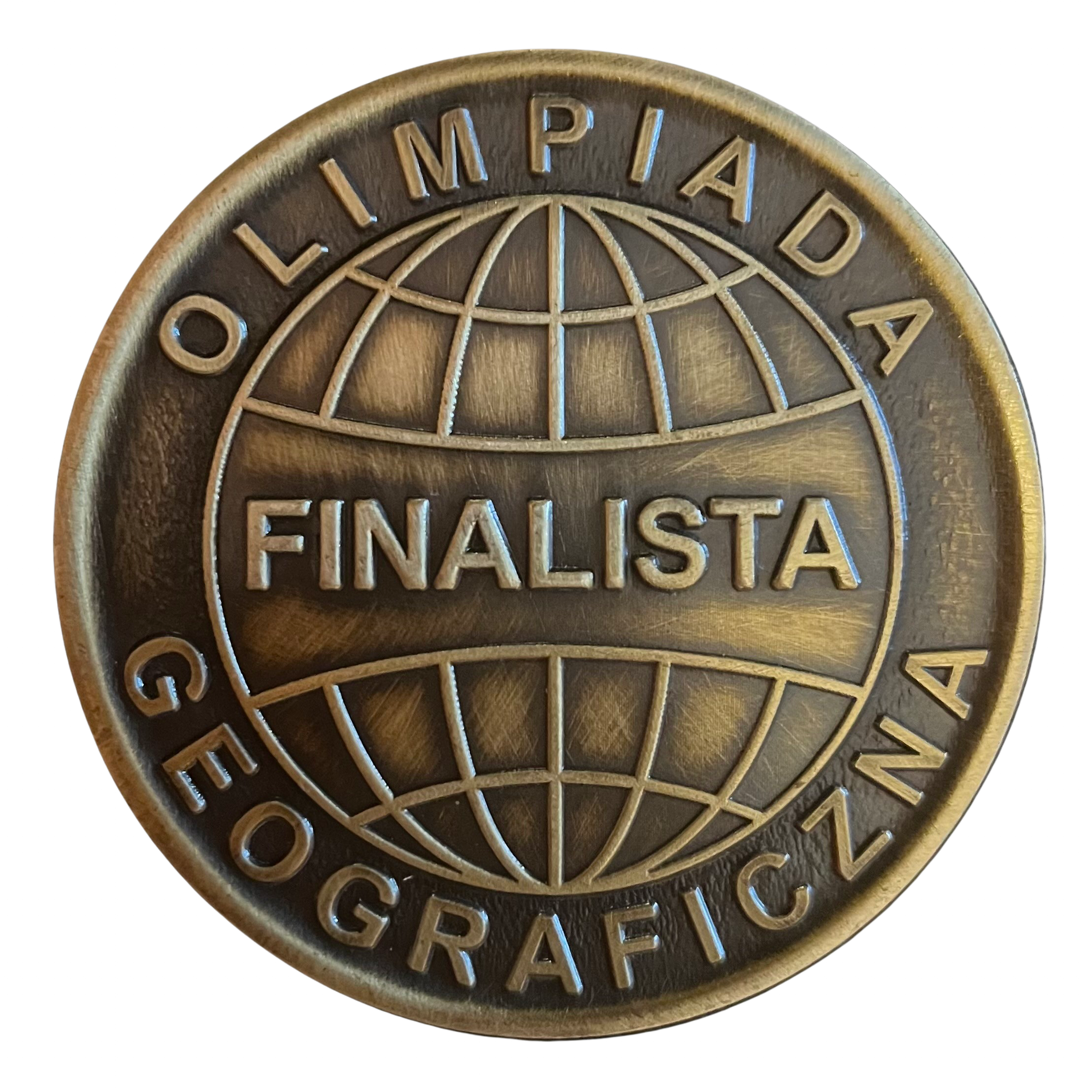
Medal Finalisty Olimpiady Geograficznej

Podstawy prawne dla działania Olimpiady stanowi Rozporządzenie Ministra Edukacji Narodowej i Sportu z dnia 29 stycznia 2002 r. w sprawie organizacji oraz sposobu przeprowadzania konkursów, turniejów i olimpiad (Dz. U. nr 13 z dnia 18 lutego 2002 r., poz. 125 z późn. zmian).
Zgodnie z regulaminem, organizatorem Olimpiady Geograficznej jest Polskie Towarzystwo Geograficzne, w obrębie którego działa Komitet Główny Olimpiady Geograficznej i jego jednostki terenowe – Komitety Okręgowe.
W 2017 roku Olimpiada Geograficzna składa się z trzech etapów. Pierwszy polega na napisaniu pracy na jeden z kilku podanych tematów (w formie pisemnej). Etap II to zawody okręgowe – pisemne oraz ustne, które trwają dwa dni. Do etapu III finałowego przechodzi zazwyczaj 100-120 osób. III etap składa się z części pisemnej i ustnej, w której trzeba wykorzystać wiadomości i obserwacje z wycieczki przeprowadzanej podczas tych zawodów. Etap III trwa trzy dni i każdego roku przeprowadzany jest w innej polskiej miejscowości. Finaliści i laureaci stopnia centralnego są zwolnieni z egzaminu maturalnego z geografii i posiadają przywileje przy rekrutacji na niektóre kierunki studiów (są przyjmowani poza kolejnością).

## Olimpiady międzynarodowe
Najlepsi laureaci Olimpiady Geograficznej (obecnie 4 osoby) reprezentują kraj na Międzynarodowej Olimpiadzie Geograficznej (iGeo), która odbywa się co roku (do 2012 roku co 2 lata). Polacy wielokrotnie odnosili na niej sukcesy, sześciokrotnie wracając z laurami zwycięzców w klasyfikacji drużynowej (1996, 1998, 2000, 2004, 2006 i 2015).
Polska bierze udział w zawodach od pierwszej edycji w 1996 roku w Hadze. W 2014 roku konkurs iGeo odbył się w Krakowie.
Inne zawody międzynarodowe, w których reprezentacja Polski bierze lub brała udział, to:
- Środkowoeuropejska Olimpiada Geograficzna (Central European Regional International Geography Olympiad), która odbywała się co drugi rok w latach 2003–2011. W 2009 roku gospodarzem zawodów była Polska (Chorzów/Bielsko-Biała)
- National Geographic World Championship, organizowane co 2 lata w okresie 1993-2013, dla uczniów w wieku do lat 16. Polska drużyna pierwszy raz wzięła udział w zawodach w 2003 roku.
- Bałtycka Olimpiada Geograficzna, odbywająca się corocznie od 2014 roku.

## Olimpiada Nautologiczna
W latach 1991–2010 dwa pierwsze etapy Olimpiady Geograficznej i Nautologicznej pozostawały wspólne. Na III etapie przeprowadzane były osobne zawody, a uczniowie zakwalifikowani do III etapu mogli brać udział w obu olimpiadach i uzyskać podwójne tytuły. Finaliści i laureaci stopnia centralnego byli zwolnieni z pisania egzaminu maturalnego z geografii i posiadali przywileje przy rekrutacji na niektóre kierunki studiów (byli przyjmowani poza kolejnością).
W roku szkolnym 2009/2010 w Supraślu odbyła się ostatnia wspólna edycja XXXVI Olimpiady Geograficznej i XIX Olimpiady Nautologicznej. Podczas uroczystego zakończenia nastąpiło oficjalne odłączenie się Olimpiady Nautologicznej od Olimpiady Geograficznej.